# Войсковой лиман
Войсково́й лима́н — лиман в Краснодарском крае России, в составе Жестерской группы Центральной системы лиманов.
Лиман расположен в междуречье Кубани и Протоки, в 8 км к юго-западу от станицы Черноерковская. Простирается с юго-востока на северо-запад. Площадь лимана составляет 16 км², глубина — 1,1 м. Береговая линия извилистая. Низменные заболоченные берега густо покрыты влаголюбивой растительностью. Войсковой лиман поддерживает связь с Ордынским, Гадючим и Чистым лиманами с помощью естественных гирл и искусственных каналов. Через Войсковой лиман проходит Северный магистральный сброс Петровско-Анастасиевской оросительной системы.
Код водного объекта — 06020002115608100003436.